# Crno-bijeli svijet (televizijska serija)
Crno-bijeli svijet je hrvatska dramsko-humoristična TV serija, koja je naziv dobila po istoimenome hitu grupe „Prljavo kazalište”. Počela se prikazivati 2. ožujka 2015. godine na HRT-u. S prikazivanjem je završila točno šest godina kasnije, 2. ožujka 2021. godine. Redatelj i scenarist serije je Goran Kulenović. Serija prati doživljaje dvije obitelji za vrijeme osamdesetih godina 20. stoljeća na prostoru bivše Jugoslavije. Veći dio radnje odvija se u Zagrebu.

## Radnja
Ksenija Kipčić, daktilografkinja i žena srednjih godina, rastala se prije deset godina od svog muža Jure, koji se u međuvremenu oženio Beograđankom Jagodom. Ksenija i Jura imaju dva sina. Stariji sin Voljen Kipčić, zvan Kipo, student je rusistike i fonetike koji radi honorarno u Studentskom listu. U prvim epizodama upoznajemo ga kao mladog vojnika u JNA. Njegov je najbolji prijatelj zagrebački Dalmatinac Germano Kurtela, nadimka Žungul. Kipo je zaljubljen u Marinu,  lektoricu Studentskog lista, koja ga uporno odbija. Kipov mlađi brat Željko, zvan Žac, gimnazijalac je koji proživljava pubertetsku fazu. 
Jura živi s novom suprugom Jagodom i njezinom kćeri iz prvog braka, tinejdžericom Unom. Ona se platonski sviđa Žacu koji to skriva od nje.
Situacija se zakomplicira kada Ksenija objavi sinovima da se vjenčala s taksistom Dominikom, koji se vratio iz Švicarske te ima sumnjivu prošlost. Dominik je također brat Ksenijine susjede, Dunje, koja je apstraktna likovna umjetnica.

## Pregled serije
| Sezona | Sezona | Epizoda | Originalno emitiranje | Originalno emitiranje |
| Sezona | Sezona | Epizoda | Premijera sezone      | Kraj sezone           |
| ------ | ------ | ------- | --------------------- | --------------------- |
|        | 1      | 12      | 2. ožujka 2015.       | 19. ožujka 2015.      |
|        | 2      | 12      | 7. listopada 2016.    | 30. prosinca 2016.    |
|        | 3      | 12      | 7. siječnja 2019.     | 25. ožujka 2019.      |
|        | 4      | 12      | 14. prosinca 2020.    | 2. ožujka 2021.       |

Dana 12. svibnja 2020. godine, potvrđeno je kako je četvrta sezona serije u produkciji, a premijerno se počela prikazivati 14. prosinca 2020. godine.

## Glumačka postava

### Glavna glumačka postava
| Glumac            | Lik                       |
| ----------------- | ------------------------- |
| Filip Riđički     | Voljen Kipčić "Kipo"      |
| Slavko Sobin      | Germano Kurtela "Žungul"  |
| Jelena Miholjević | Ksenija Bertalan (Kipčić) |
| Karlo Maloča      | Želimir Kipčić "Žac"      |
| Franjo Kuhar      | Dominik Bertalan          |
| Sreten Mokrović   | Juraj Kipčić "Jura"       |
| Anica Dobra       | Jagoda Miličević          |
| Kaja Šišmanović   | Una Miličević             |
| Sara Stanić       | Marina                    |

### Sporedna glumačka postava
| Glumac          | Lik            |
| --------------- | -------------- |
| Elizabeta Kukić | Dunja Bertalan |
| Otokar Levaj    | deda Rudi      |
| Robert Ugrina   | Pajzlek        |
| Ivona Kundert   | Vlatka         |
| Vicko Bilandžić | Burić          |
| Asim Ugljen     | brkati novinar |
| Filip Detelić   | debeli novinar |
| Ivan Validžić   | Nenad          |
| Nikolas Kos     | Loje           |
| Martin Kuhar    | Darije Punker  |

## Glazba
Uvodna špica serije je popraćena pjesmom „Crno-bijeli svijet“ grupe Prljavo kazalište, po kojoj je serija dobila ime. Likovi iz serije Kipo i Marina dobili su imena po istoimenim pjesmama zagrebačkog rock sastava Azra. U seriji se pojavljuju mnogi glazbenici iz vremena novoga vala: Davorin Bogović, Jura Stublić, Darko Rundek, Davor Gobac, Saša Lošić, Goran Bregović, Nele Karajlić, Slađana Milošević, Srđan Gojković, Sanja Doležal te grupe Animatori, VIS Idoli i Debbie Harry iz njujorške glazbene skupine Blondie. U seriji se pojavljuju i poznati glazbeni kritičari Darko Glavan i Dražen Vrdoljak, koje glume glumci. Pojavljuju se mnoge osobe iz zagrebačkog javnog života poput fotografa „Poleta”, Mije Vesovića - Vesa, novinara i glavnog urednika „Poleta”, Pere Kvesića. Davorin Bogović, nekadašnji frontmen grupe Prljavo kazalište se osobno pojavljuje u ulozi poslovođe u Tvornici olovaka Zagreb.
Svaka epizoda serije ima naziv po jednoj pjesmi iz razdoblja novog vala.

### Prva sezona
- 1. „Odlazak u noć“ – Azra
- 2. „Put za Katmandu“ – Azra
- 3. „Žene i muškarci“ – Buldožer
- 4. "Tko to tamo pjeva" – Azra
- 5. „442 do Beograda“ – Bajaga
- 6. „Ne računajte na nas“ – Pankrti
- 7. „Što je to u ljudskom biću?“ – Prljavo kazalište
- 8. „Trgovci srećom“ – Film
- 9. „Vruće igre“ – Parni valjak
- 10. „Izlog jeftinih slatkiša“ – Buldožer
- 11. „Zagreb je hladan grad“ – Film
- 12. „Vrijeme odluke“ – Azra

### Druga sezona
- 1. „Ne pitaj za mene“ – Patrola
- 2. „Kosovska“ – Bijelo dugme
- 3. „Na zapadu ništa novo“ – Riblja čorba
- 4, „Zašto su djevojke danas ljute?“ – VIS Idoli
- 5. „A dan je tako lijepo počeo...“ – Paraf
- 6. „Grad bez ljubavi“ – Azra
- 7. „Kontrolirani, nadzirani, slobodni“ – Pankrti
- 8. „Krvariš oko ponoći“ – Film
- 9. „Život običnog tempa“ – Azra
- 10. „Kurvini sinovi“ – Azra
- 11. „Hej, haj brigade“ – pjesma posvećena omladinskim radnim akcijama, autori I. Bobinec i A. Dedić
- 12. „Ljudi samoće” – Azra

### Treća sezona
- 1. „Skriven iza lažnih imena“ – Haustor
- 2. „Sve je lako kad si mlad” – Prljavo kazalište
- 3. „Radnička klasa odlazi u raj“ – Haustor
- 4. „Pisma ljubavna“ – Prljavo kazalište
- 5. „Ljeto nam se vratilo“ – Animatori
- 6. „Lijepe žene prolaze kroz grad“ – Azra
- 7. „Zadnji pogled na Jeršaleim“ – Haustor
- 8. „Dan Republike“ – Zabranjeno pušenje
- 9. „Nove godine!“ – U škripcu
- 10. „Stanje šoka“ – Zabranjeno pušenje
- 11. „Nemir i strast“ – Azra
- 12. „Korak od sna“ – Prljavo kazalište

### Četvrta sezona
- 1. "U pobjede nove" – Paraf
- 2. "Pričaj mi o ljubavi" – Đavoli
- 3. "Koliko imaš godina?" – U škripcu
- 4. "Tajni tata" – Film
- 5. "Djevojčice kojima miriše koža" – Zabranjeno pušenje
- 6. "Tko je zgazio gospođu mjesec?" – Videosex
- 7.  "Zaboravi Ovaj Grad" –  Ekatarina Velika
- 8. "Kapetan Esid" – Električni orgazam
- 9. "Tko je to" – Haustor
- 10. ''Bambina'' – Idoli
- 11. ''Sve je propalo'' – Psihomodo pop
- 12. "Obrati pažnju na posljednju stvar" – Azra
- 13. "Nostalgična" – TBF

## Zanimljivosti
- Scene iz vojarne u Nišu, gdje Kipo odrađuje vojni rok, snimane su na vojarni u Samoboru.
- Nagrada Zlatni studio 2022.